# Cornwell (Oxfordshire)
Pour les articles homonymes, voir Cornwell.
Cornwell est une paroisse civile et un village de l'Oxfordshire, en Angleterre.